# Episodi di Mystery Science Theater 3000 (tredicesima stagione)
La tredicesima stagione della serie televisiva Mystery Science Theater 3000, distribuita con il titolo Mystery Science Theater 3000: The Gauntlet e composta da sei episodi, è uscita su Netflix dal 22 novembre 2018. 
| nº | Titolo originale         | Titolo italiano | Pubblicazione USA | Pubblicazione Italia |
| -- | ------------------------ | --------------- | ----------------- | -------------------- |
| 1  | Mac and Me               |                 | 22 novembre 2018  |                      |
| 2  | Atlantic Rim             |                 | 22 novembre 2018  |                      |
| 3  | Lords of the Deep        |                 | 22 novembre 2018  |                      |
| 4  | The Day Time Ended       |                 | 22 novembre 2018  |                      |
| 5  | Killer Fish              |                 | 22 novembre 2018  |                      |
| 6  | Ator, the Fighting Eagle |                 | 22 novembre 2018  |                      |